# ウィリアメ・カトニヴェレ
ウィリアメ・マイヴァリリ・カトニヴェレ（Wiliame Maivalili Katonivere、1964年4月20日 - ）は、フィジーの退役軍人、政治家。階級は中佐。軍人としてレバノンの平和維持活動などに取り組んだ後、州首長を経て2021年から2024年まで第6代大統領を務めた。フィジー第一党（フィジーファースト）所属。

## 来歴
1964年、スバの植民地戦争記念病院で7人兄弟の末っ子として誕生。バヌアレブ島のナドゥリ村で生まれ育った。1984年にフィジー王立軍に入隊し、国連レバノン駐留軍に従事。フィジー王立軍中佐に昇進し、領土軍第7歩兵連隊の指揮官を務めた。2013年には同年に事故死した兄のアイセアが務めていたマクアタ州首長の座を引き継いだ。2020年から1年、国内最大の製糖会社であるフィジー・シュガー・コーポレーションの取締役員に就任している。
2021年10月21日、フランク・バイニマラマ首相の指名を受け、フィジー議会において実施された大統領選挙で出馬。野党の統一フィジーが指名したテイムム・ケパとの決選投票となり、28対23票で大統領に当選。就任した当時は57歳で、歴代大統領の中で史上最年少だった。大統領就任に伴い、製糖会社の取締役を辞任。カトニヴェレはエペリ・ナイラティカウ議長の前で就任宣誓を行い、100名の儀仗隊による栄誉礼を受けた。
2021年11月22日の議会開会式で、カトニヴェレは基調演説を行った。フィジー国民に新型コロナウイルス感染症のワクチン接種を受けるよう促し、2021年12月1日に国境が再開されることを見越しての突然の物価上昇について警告している。政治的平等を保つよう、内閣に求めている。
2024年10月22日、カトニヴェレは大統領を1期限りで退任することを発表した。